# 生理食塩水
生理食塩水（せいりしょくえんすい）とは、ヒトの体液とほぼ等張に調製された、塩化ナトリウムの水溶液である。生理食塩液などの名称で呼ばれる場合もある。日本薬局方・処方箋医薬品では、塩化ナトリウムを0.9 w/v%含有する食塩水を「生理食塩液」と定義している。日本では2005年4月1日の薬事法改正に伴い生理食塩水は処方薬扱いとされ、処方箋無しでの薬局店頭での販売ができなくなった。

## 生理的食塩水
ヒトの生理的食塩水の事を、生理食塩水と呼んでいる。なお、所詮は浸透圧がほぼ等しいだけであって、体液の他の溶質については無視した溶液に過ぎない。したがって、その欠点を補うために、リンゲル液やタイロード液やロック液などが考案されてきた歴史を有する

。

### ヒト
1 Lの精製水に対して、9 gの塩化ナトリウムを溶解させて作った食塩水を、生理食塩水と言う

。
こうして調製した生理食塩水は、ヒトの体液と等張である

。
ナトリウムイオンは1価の陽イオンなので、生理食塩水のナトリウムのミリ等量は、153.8 (mEq Na+/L)である

。
ナトリウムの原子量を23.00、塩素の原子量を35.50とすると、ナトリウムのミリ等量は次の計算で算出できる。
{9.000×1000×1/(23.00+35.50)}/1≒153.8 (mEq Na+/L)
参考までに、生理食塩水のモル濃度は、次の計算式で算出できる。
{9.000/(23.00+35.50)}/1≒0.1538 (mol/L)＝153.8 (mmol/L)
また、塩化物イオンは1価の陰イオンであり、ナトリウムイオンは1価の陽イオンであり、塩化ナトリウムの電離度は1と考えて良いため、その浸透圧は次の計算で算出できる。
153.8×(1+1)＝307.6 (mOsm/L)
なお、生理食塩水にヒトの血球を投入しても、ほぼ浸透圧が等しいため溶血は起こらない

。
ただし、ここまでの話はヒトの場合である。

### ヒト以外
生物の種が異なれば、体液の浸透圧が異なる例もある。それぞれの生物の血液と等張に調製した食塩水を、生理的食塩水（せいりてきしょくえんすい）と言う

。
例えば、哺乳類では0.85 w/v%から0.9 w/v%程度が、生理的食塩水である

。
これに対して、両生類などの冷血動物では0.6 w/v%から0.7 w/v%程度が、生理的食塩水である

。
生物学の実験では、それぞれの生物に対応した生理的食塩水を用意する場合も有る。

## 用途

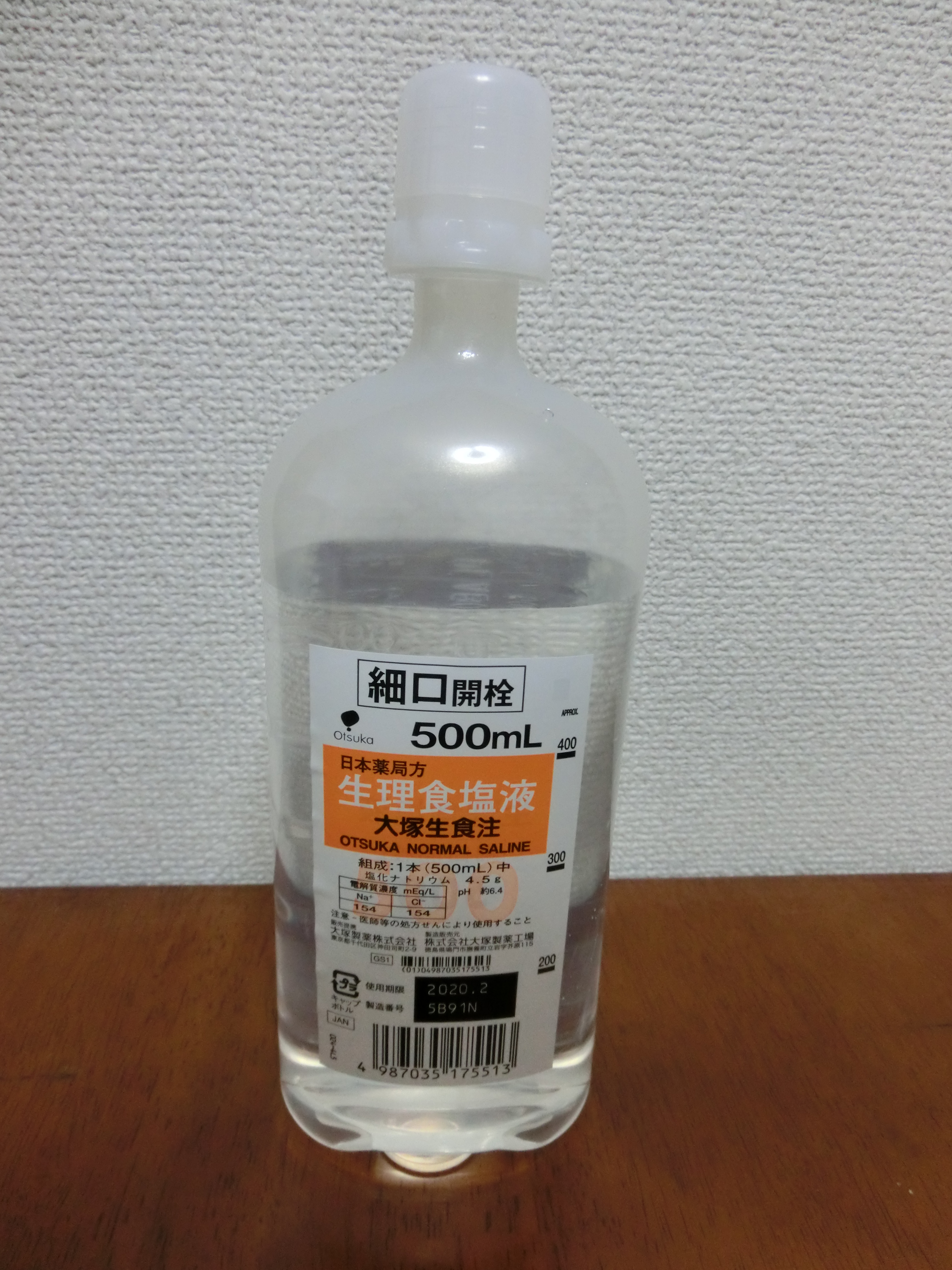
大塚生食注（大塚製薬工場が製造・販売する生理食塩液）

生理食塩水は、比較的安価に調製が可能であり、注射用の溶液だけでなく、傷の洗浄など外用でも用いられる

。
具体的には、細胞外液欠乏時やナトリウム欠乏時の輸液用の電解質溶液、麻酔薬や注射薬の希釈

、粘膜・創傷面の洗浄などに使用される。生理食塩水の浸透圧は、ヒトの体液の浸透圧とほぼ同じなので、粘膜や傷口に対して浸透圧の差による刺激をほとんど与えないため、鼻洗浄などにも用いる場合が有る

。
さらに、豊胸手術の生理食塩水バッグ法などでも利用されている。
また、ヒト以外の動物に対しても、生理的食塩水を調製する場合がある。研究のための用途としては、生物の臓器や組織を、一時的に生かしたまま保持する目的などに用いられる場合がある。